# كربيد الليثيوم
كربيد الليثيوم هو مركب كيميائي له الصيغة Li2C2، ويكون على شكل بلورات بيضاء إلى رمادية اللون. يسمّى المركب أسيتيليد ثنائي الليثيوم.
يعد كربيد الليثيوم أبسط مركب من المركبات بين عنصري الكربون والليثيوم، والتي تتضمن سلسلة من المركبات الغنية بالليثيوم مثل Li4C و Li6C2 و Li8C3 و Li6C3 و Li4C3 و Li4C5 بالإضافة إلى مركبات التشابك مع الغرافيت مثل LiC6 و LiC12 و LiC18.

## التحضير
حضّر كربيد الليثيوم لأول مرة من قبل هنري مواسان عام 1896 وذلك من تفاعل الفحم مع كربونات الليثيوم. تحضّر مركبات الكربون والليثيوم الأخرى والغنية بالليثيوم من تفاعل بخار الليثيوم مع مركب عضوي كلوري مثل رباعي كلوريد الكربون.
يحضّر المركب من التفاعل المباشر بين عنصري الكربون والليثيوم.
{\displaystyle \mathrm {2\ Li+2\ C\longrightarrow Li_{2}C_{2}} }
عند تطبيق ضغوط مرتفعة تتشكّل مركبات كربون-ليثيوم مثل LiC2 أو LiC4.
بطريقة أخرى، يحضّر كربيد الليثيوم عند درجات حرارة مرتفعة في فرن كهربائي من تفاعل الفحم مع كربونات الليثيوم.
{\displaystyle \mathrm {Li_{2}CO_{3}+4\ C\longrightarrow Li_{2}C_{2}+3\ CO} }

## الخواص
إن كربيد الليثيوم هو من أكثر المركبات الكربونية الحاوية على عنصر الليثيوم استقراراً من حيث الديناميكية الحرارية (الترموديناميك)، وهو المركب الوحيد لليثيوم الذي يمكن تحضيره من تفاعل العناصر المكونة له بشكل مباشر.
يصنّف كربيد الليثيوم ضمن الأملاح، وله بنية مشابهة لمركب بيروكسيد الروبيديوم Rb2O2 وبيروكسيد السيزيوم Cs2O2. يتبلور مركب كربيد الليثيوم وفق النظام البلوري المعيني القائم حسب الزمرة الفراغية {\displaystyle Immm} وتكون ثوابت الشبكة البلورية a = 365.5 pm و b = 544.0 pm و c = 483.3 pm. عند درجات حرارة مرتفعة فإن بنية كربيد الليثيوم تتحوّل بشكل عكوس إلى بنية مكعبيّة معاكسة لبنية الفلوريت.
إن مركب كربيد الليثيوم فعّال ونشط كيميائياً، حيث تحدث له تفاعل حلمهة ليشكّل غاز الأسيتيلين C2H2 وهيدروكسيد الليثيوم LiOH.
{\displaystyle \mathrm {Li_{2}C_{2}+2\ H_{2}O\ \longrightarrow \ 2\ LiOH+C_{2}H_{2}\uparrow } }

## الاستخدامات
يدخل كربيد الليثيوم ضمن طرق التحضير من أجل التأريخ بالكربون المشع، حيث أنه عند حرق العينة المراد تحديد عمرها يفاعل غاز ثنائي أكسيد الكربون الناتج مع الليثيوم ليتشكل كربيد الليثيوم، ومنه تحضر المركبات الأخرى.